# Dickinsoniidae
Die Dickinsoniidae sind eine ausgestorbene Familie des Ediacariums, die zur Klasse der Dipleurozoa und damit zum Stamm der Proarticulata (bzw. zur Klade Bilateriomorpha) gerechnet wird.

## Etymologie
Die Familienbezeichnung Dickinsoniidae leitet sich ab vom fossilen Taxon Dickinsonia und der lateinischen Nachsilbe -idae. Dickinsonia wurde von ihrem Erstbeschreiber Reginald Sprigg zu Ehren von Ben Dickinson, dem damaligen Direktor der Bergwerke Südaustraliens, benannt.

## Erstbeschreibung
Die Familie der Dickinsoniidae wurde 1955 erstmals von Harrington und Moore wissenschaftlich beschrieben. Das Taxon Dickinsonia war aber bereits 1947 entdeckt worden.

## Merkmale
Die Dickinsoniidae zeichnen sich durch ihre wie gesteppt wirkende, luftmatratzenartige Morphologie aus. Die Familie tritt häufig mit bizarren Spurenfossilien auf.

## Taxonomie

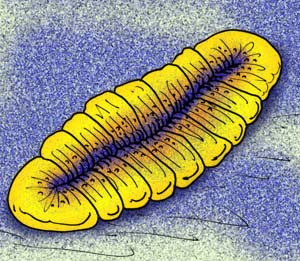
Rekonstruktion von Windermeria aitkeni

Die Dickinsonniidae werden in die Klasse der Dipleurozoa eingeordnet und gehören somit zum Stamm der Proarticulata. Die Familie umfasst die beiden Gattungen Dickinsonia und Windermeria. Das Taxon Phyllozoon wird ebenfalls mit den Dickinsoniidae assoziiert, dürfte aber nur ein Ichnofossil von Dickinsonia darstellen.
Die Taxa im Einzelnen:
- Dickinsonia
  - Dickinsonia costata Sprigg, 1947 (Typusfossil)
  - Dickinsonia lissa Wade, 1972
  - Dickinsonia menneri Keller, 1976
  - Dickinsonia rex Jenkins, 1992
  - Dickinsonia tenuis Glaessner & Wade, 1966
- Windermeria
  - Windermeria aitkeni Narbonne, 1994